# Jhoom Barabar Jhoom
Jhoom Barabar Jhoom (Hindi: झूम बराबर झूम) ist ein komödiantischer Bollywoodfilm aus dem Jahr 2007. An den Kinokassen in Indien hatte der Film keinen kommerziellen Erfolg.

## Handlung
An der Londoner Waterloo Station warten der coole Rikki Thukral und die elegante Alvira Khan auf einen Zug. Dieser hat allerdings über eine Stunde Verspätung und um sich die Zeit zu vertreiben, sitzen sie in einem Café und kommen dabei ins Gespräch. Rikki stellt sich forsch an, worauf Alvira klarstellt, dass sie bereits verlobt ist und auf ihren Zukünftigen wartet. Doch auch Rikki gibt zu verstehen, dass er verlobt ist und ebenfalls auf seine zukünftige Ehefrau wartet.
Nachdem dies geklärt ist, fühlen sich beide sicherer und fangen dabei das Erzählen an, wie sie ihre Liebste beziehungsweise ihren Liebsten begegnet sind. Rikki erzählt von seiner Begegnung mit Anaida in Paris, der Stadt der Liebe, und Alvira beschreibt die heldenhafte Tat von Steve, wie er sie von einer fallenden "Superman"-Statue gerettet hat. Beide sind von der Liebesgeschichte des jeweils anderen so beeindruckt, dass sich eine Sympathie entwickelt und sie Nummern tauschen.
Als die Züge ankommen, trennen sich ihre Wege, um ihre Geliebten abzuholen. Doch siehe da: Rikki holt seinen Geschäftspartner Huffy ab und Alvira ihre Verwandtschaft. Sie bereuen ihre Lügen, und dennoch wollen sie die Unwahrheiten aufrechterhalten. Alvira macht den ersten Schritt und meldet sich bei Rikki mit der Ausrede, dass ihr Verlobter Steve Rikki kennenlernen möchte. Sie einigen sich auf ein Treffen in einem Club, in dem ein Tanzwettbewerb stattfindet.
Rikki heuert die Prostituierte Laila an, um seine nichtexistierende Anaida zu spielen, während Alvira Satvinder überredet in die Rolle des Steve zu schlüpfen. Im Club nehmen die vier an dem Tanzwettbewerb teil, aus dem Rikki und Anaida als Sieger hervorgehen. Am nächsten Morgen geht Satvinder zu Rikkis Wohnung und gesteht, in Anaida verliebt zu sein und dass alles nur ein Spiel war. Zum Schluss kommen Rikki und Alvira doch noch zusammen.

## Soundtrack
| Song                | Sänger/in                                                  |
| ------------------- | ---------------------------------------------------------- |
| Jhoom               | Shankar Mahadevan & Daler Mehndi                           |
| Kiss of Love        | Vishal Dadlani & Vasundhara Das                            |
| Ticket to Hollywood | Neeraj Shridhar & Alisha Chinai                            |
| JBJ                 | Zubeen Garg, Shankar Mahadevan & Sunidhi Chauhan           |
| Bol Na Halke Halke  | Rahat Fateh Ali Khan & Mahalakshmi Iyer                    |
| Jhoom Barabar Jhoom | KK, Sukhwinder Singh, Mahalakshmi Iyer & Shankar Mahadevan |
| Jhoom Jam           | Instrumental                                               |

## Kritik
„Mit Szenen in London, Paris und Indien spielt er auf dem globalen Parkett und appelliert primär an unsere Tanz- und Lachmuskeln. Beides in nicht immer perfekter Manier. Empfehlen würde ich JBJ daher nur denen, die zwei Stunden in eine dünne, vorhersehbare und relativ emotionsarme, aber verspielt umgesetzte Bollywood-Komödie eintauchen wollen, die neben einem Top-Soundtrack und vielen Film-Referenzen auch schicke Kostüme und Tänze zeigt.“ (von molodezhnaja.ch)

## Trivia
- Dieser Film weist teilweise auf ältere Bollywoodfilme hin, wie z. B. die Szene in der Bobby Deol und Abhishek Bachchan mit einem Motorrad mit Seitenwagen durch die Straßen fahren. Dies ist eine Hommage an ihre Väter Dharmendra und Amitabh Bachchan, die beide in dem Blockbuster Sholay in einer ähnlichen Szene zeigt.
- Die deutsche DVD ist nur in Hindi mit deutschen Untertitel erhältlich.